# Diphyllaphis alba
Diphyllaphis alba är en insektsart som beskrevs av Takahashi, R. 1960. Diphyllaphis alba ingår i släktet Diphyllaphis och familjen långrörsbladlöss. Inga underarter finns listade i Catalogue of Life.